# Armada 2013
Organisée tous les cinq ans sur les quais de la Seine au cœur de Rouen, l'Armada est un rassemblement de grands voiliers, bateaux et navires militaires. C'est un des plus importants événements du monde de la mer.
Durant la manifestation, les différents quartiers de Rouen et des communes des bords de Seine revêtissent les couleurs des différentes nationalités des bateaux invités, et des milliers de marins se promènent dans les rues rouennaises. Chaque soir, la fête est au rendez-vous (concerts, feux d'artifice), alors que la traditionnelle « Parade en Seine » (partant de Rouen jusqu'au Havre, où les bateaux rejoignent la mer) conclut la manifestation.
C'est en juillet 2011 que le président de l'organisation, Patrick Herr, annonça officiellement que l'édition 2013 de l'Armada aurait bien lieu, après un problème budgétaire. L'Armada de Rouen de 2013 fut donc la sixième édition de l'Armada de Rouen (après 1989, 1994, 1999, 2003 et 2008) et a fêté ses 25 ans d'existence. Elle s'est déroulée du 6 au 16 juin 2013 sur les quais de Rouen alors que ceux-ci ont été totalement rénovés. Patrick Herr, est actuellement en pleine action avec son équipe pour mener à bien la 7e édition de l'Armada, qui aura lieu du 6 au 16 juin 2019.

## Le choix de la date
Le plus souvent, l'Armada de Rouen se déroule tous les cinq ans. Logiquement, la sixième édition du rassemblement de voiliers devait se dérouler en juillet 2013, mais la tenue d'un autre évènement maritime (les Tall Ships' Races) dans la mer Baltique en a décidé autrement. Le choix s'est donc tout d'abord porté sur 2014, pour fêter les 25 ans de la manifestation et les 70 ans du Débarquement en Normandie. Mais, à la "demande" des politiques locaux, qui ont avancé un calendrier électoral trop chargé, il a été décidé que la manifestation se tiendrait en juin 2013, donc, pour la première fois, en période scolaire.

## Programme
Tous les jours, les navires peuvent être visités gratuitement.
Chaque soir, du samedi 8 au samedi 15 juin 2013, aura lieu un feu d'artifice et un concert gratuit.
- 6 juin : Arrivée des premiers bateaux sous le pont Flaubert (levée du pont Gustave-Flaubert) ;
- 8 juin : Inauguration de l'Armada 2013 par Patrick Herr et les officiels ;
- 9 juin : Messe des marins (retransmission à la télévision) ;
- 12 juin : Défilé des équipages dans les rues de Rouen exclusivement sur la rive droite (cause : pont Mathilde hors service actuellement) ;
- 14 juin : Inauguration de l'ancre de la Jeanne d'Arc sur l'île Lacroix ;
- 15 juin : Grand footing des marins ; feu d'artifice final et dernier grand concert ;
- 16 juin : départ de tous les bateaux des quais de Rouen et lancement de la « Parade en Seine », de Rouen à la mer, avec animations dans les communes traversées.

## Liste des voiliers
Liste des bateaux invités pour l'Armada 2013 à Rouen . Cette liste est établie selon le plan officiel des quais (15 mai 2013).

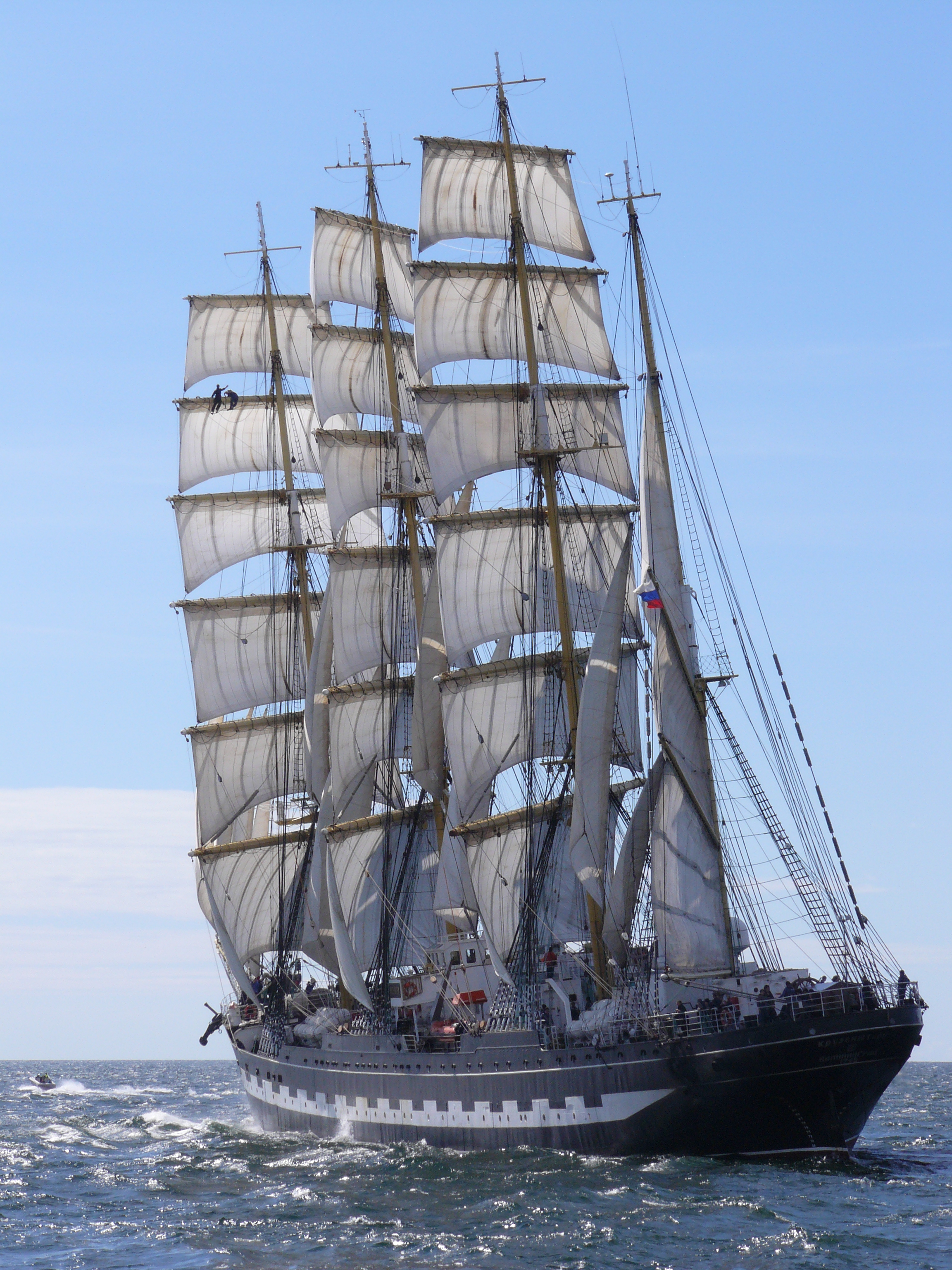
Le Kruzenshtern

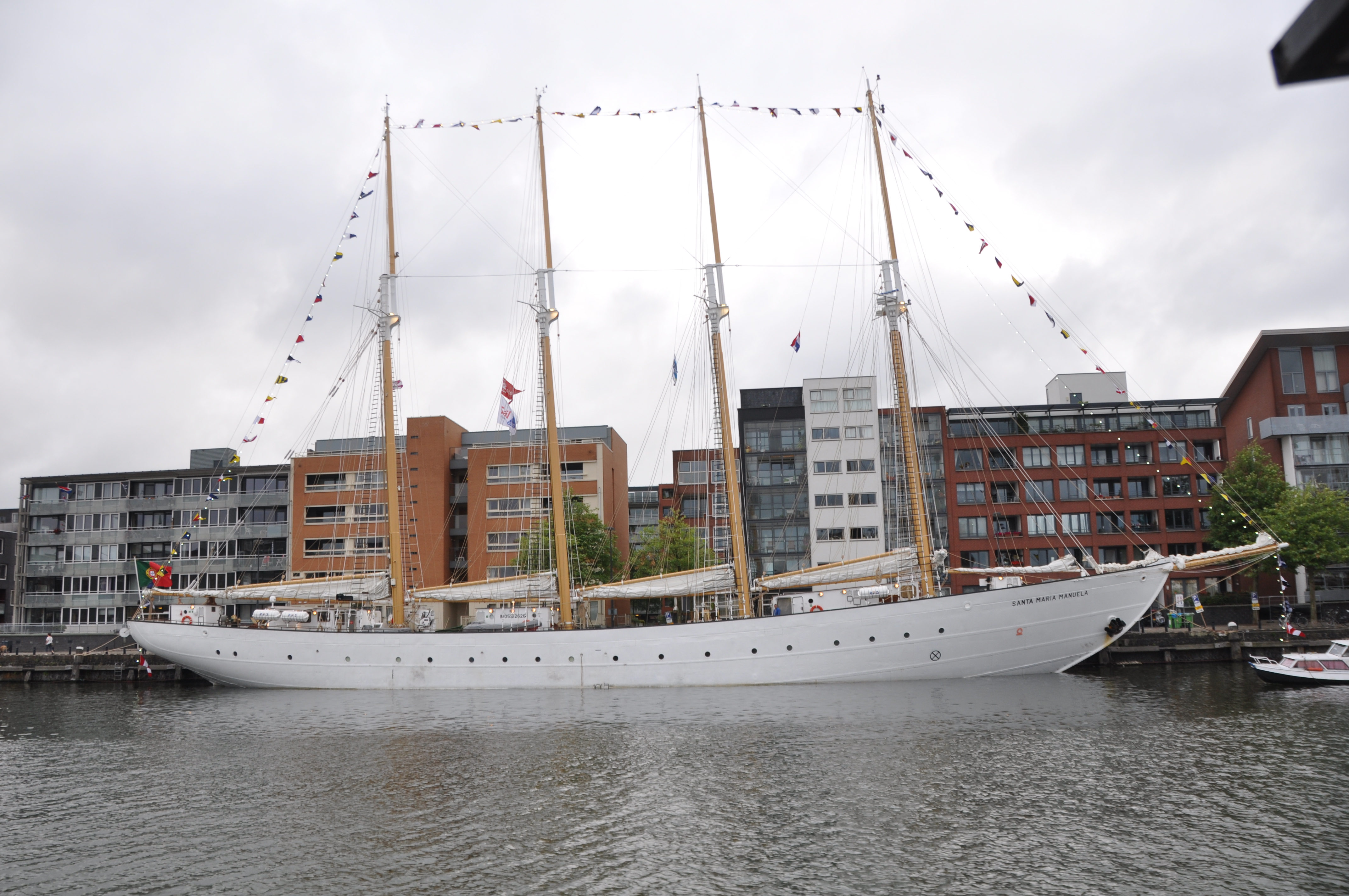
Le Santa Maria Manuela

| - Artémis, Pays-Bas ; - Atlantis, Pays-Bas ; - Aztec Lady, France ; - Belem, France ; - Belle Poule, France ; - Cisne Branco, Brésil ; - Columbus Sea Shepherd, France ; - Cuauhtemoc, Mexique ; - Dar Młodzieży, Pologne ; - Étoile de France, France ; - Étoile du Roy, France ; - Falken, Suède ; - Gotheborg, Suède ; - Gulden Leeuw, Pays-Bas ; - JR Tolkien, Pays-Bas - Kruzenshtern, Russie ; - Loth Lorien, Pays-Bas ; - Marité, France ; - Marie-Fernand, France ; | - Mercedes, Pays-Bas ; - Mutin, France ; - Mir, Russie ; - Pen Duick, France ; - Pen Duick II, France ; - Pen Duick III, France ; - Pen Duick V, France ; - Pen Duick VI, France ; - Pogoria, Pologne ; - Sagres III, Portugal ; - Santa Maria Manuela, Portugal ; - Shabab Oman, Oman ; - Shtandart, Russie ; - Stad Amsterdam, Pays-Bas ; - Tenacious, Royaume-Uni - Thalassa, Pays-Bas ; - TS Royalist, Royaume-Uni ; - Urania, Pays-Bas ; - Wylde Swan, Pays-Bas . |

## Liste des navires de guerre
- Armoise,  France ;
- Bir Anzarane (341),  Maroc ;
- Commandant Filleau,  France ;
- HMS Blyth,  Royaume-Uni ;
- Jacques Oudart Fourmentin (DF P1),  France ;
- Korolev (130),  Russie ; •[3]
- Le Puissant,  France
- Monge,  France ;
- Skjold,  Norvège ;
- Thémis,  France ;

## Concerts
Les Concerts de la Région, organisés par le conseil régional de Haute-Normandie, sont proposés gratuitement tous les soirs pendant l'Armada.
- 8 juin : Elisa Jo, Asaf Avidan ;
- 9 juin : Amaury Vassili, Bootleg Beatles et l'orchestre de l'Opéra de Rouen ;
- 10 juin : For The Hackers, Second Floor Orchestra, BB Brunes ;
- 11 juin : Color Island, Amadou et Mariam ;
- 12 juin : Joad, Madness ;
- 13 juin : Dead Rock Machine, Pony Pony Run Run ;
- 14 juin : Your Happy End, Mika ;
- 15 juin : Nightingales, Nolwenn Leroy.